# 사락
사락은 충청권 소주 제조업체인 선양소주에서 생산하는 주류 브랜드이다. 사락은 100% 국내산 보리만을 사용하여 만든 오크통 숙성 프리미엄 증류주로, 제품 용량은 375ml이며 알코올 도수는 33도이다.

## 브랜드명
사락은 보리가 자라는 보리밭의 자연적 이미지에서 영감을 얻어 만들어진 이름이다. 겨울철 보리밭에 눈이 이불과 같이 쌓이면 보리 생장에 있어 보온/보습효과를 가져다주는데 눈이 내리는 소리 사락사락에 착안해, ‘보리의 사계절을 알리는 소리’라는 의미를 지닌다.

## 사락 원료
사락은 100% 국내산 보리를 원료를 사용한다. 20년 이상 저장된 보리증류 오크통 숙성원액과 10년 이상 저장된 보리증류원액을 블렌딩하여 만들었다. 20년 이상 저장된 보리증류 오크통 숙성원액은 1996년 생산한 것으로 오크통에서 숙성과정을 거쳐 깊은 풍미와 개성을 느낄 수 있다.

## 사락 제조 방법
사락은 보리만을 원료로 하여 직접 누룩을 만들어 발효∙증류한 원액을 사용하였으며, 증류 원액의 풍미를 살리기 위한 '단식 증류' 방법과 부드러움을 위한 “간접가열방식”으로 증류한다. 이후, 증류 원액을 더욱 깨끗하고 부드러운 맛을 향상시키기 위해 냉각여과를 실시한 후, 증류 원액을 그대로 저장(숙성)하거나 오크통 숙성 단계를 거친 후 저장(숙성)한다.
최종적으로, 사락은 보리를 원료로 한 증류 원액과 오크통 숙성 증류원액의 맛을 가장 잘 발현하는 비율로 블렌딩하여 제조하였다.
- 단식 증류 : 발효가 끝난 덧술을 1회 증류하여 알코올을 얻는 방법으로, 고유의 향미를 얻기 위해 사용하는 증류 방법이다.
- 간접 가열 방식 : 스팀 등 고온의 유체를 전열면을 통해 저온의 유체에 열을 전달하여 가열하는 방식으로, 증류기 내부나 벽면에 스팀 배관을 설치하여 발효요를 가열하여 증류하는 방법이다.
- 냉각 여과 : 증류 원액을 더욱 깨끗하고 부드럽게 하기 위해, 증류 원액 내 특정 성분들을 제거하는 공정이다.

## 같이 보기
- 맥키스컴퍼니
- 맥키스 컴퍼니 - 공식 웹사이트